# Сомвиль, Оскар де
Оскар Шарль де Сомвиль (фр. Oscar Charles de Somville; 19 августа 1876, Гент — 30 августа 1938, Гент) — бельгийский гребец, серебряный призёр летних Олимпийских игр 1900 и 1908.
На Играх 1900 Сомвиль участвовал только в соревнованиях восьмёрок. Его команда заняла второе место сначала в полуфинале, а потом в финале, выиграв серебряную медаль.
Через 8 лет, Сомвиль опять участвовал в Играх в соревнованиях восьмёрок, и опять его команда заняла второе место, позволив ему получить серебряную медаль.